# Erl King
Koordinaten: 25° 25′ 31,4″ N, 80° 7′ 29,2″ W
Die Erl King war ein Tee-Klipper, der auf der Pointhouse-Werft der Firma A. & J. Inglis in Glasgow für Robertson & Co in London gebaut und 1865 fertiggestellt wurde. Die Dreimastbark verfügte über eine Dampfmaschine als Hilfsantrieb, die bei Flaute oder leichtem Gegenwind eine Schiffsschraube antrieb. Beim Segeln konnte die Schraube angehoben werden, um den Wasserwiderstand zu verringern. Die Maschinenleistung reichte allerdings nicht aus, um bei starkem Gegenwind den hohen Luftwiderstand von Masten und Takelage zu überwinden und Vortrieb zu erzeugen. Der Dampfantrieb hatte zudem den Vorteil, dass das Schiff ab 1869 den in diesem Jahr eröffneten Sueskanal nutzen konnte, was für normale Segelschiffe nicht möglich war.
Die Erl King war im China-Handel eingesetzt. Sie segelte regelmäßig von England nach China und transportierte auf der Rückreise hauptsächlich Tee. Das Ende des Monopols der Britischen Ostindien-Kompanie für den Teeimport von China nach Großbritannien 1834 hatte die Ära der Tee-Klipper eingeleitet, in der schnelle Segelschiffe darum konkurrierten, als erste den Tee der neuen Ernte von China nach Großbritannien zu bringen. Dieses alljährliche Tee-Rennen (Tea Race) erregte große öffentliche Aufmerksamkeit; Zeitungen berichteten darüber, Wetten wurden abgeschlossen und das schnellste Schiff erhielt eine Prämie auf die Frachtrate.
Das Jahr 1866, in dem die Erl King in diesen einträglichen Markt einstieg, ging wegen des extrem knappen Ausgangs als The Great Tea Race of 1866 in die Geschichte ein. Die Erl King verließ am 5. Juni 1866 mit einer Ladung von 1.108.100 Pfund (502 t) Tee den Hafen von Fuzhou. Die ersten Klipper waren bereits eine Woche früher ausgelaufen. Die Erl King, die aufgrund ihrer Dampfmaschine außer Konkurrenz lief, kam bereits am 20. August 1866 nach einer Reise von 77 Tagen in London an, während die Segelschiffe noch im Atlantik unterwegs waren. Die schnellsten Klipper trafen am 6. September nach 99 Seetagen praktisch gleichzeitig ein. Die Teegroßhändler, die eine Prämie von zehn Schilling pro Tonne für das siegreiche Schiff ausgelobt hatten, machten dabei Verlust – zum einen, weil so viele Schiffe fast gleichzeitig ankamen, zum anderen, weil der Tee der neuen Ernte, den die Erl King gebracht hatte, bereits seit mehr als einer Woche auf dem Markt war.
Die Erl King beförderte neben ihrer Ladung auch Passagiere. So war auf der Rückreise von China 1866 die Frau von Captain MacKinnon an Bord, dem Kapitän der Taeping, eines der beiden Klipper, die sich im Tea Race dieses Jahres den ersten Platz teilten. Vermutlich reiste sie nicht auf dem Schiff ihres Mannes mit, weil sie schwanger war. Vier Tage nach Erreichen des Kap Verde brachte sie an Bord einen Jungen zur Welt.
Die Erl King ging verloren, nachdem sie am 15. Dezember 1891 auf dem Long Reef vor den Florida Keys auf Grund gelaufen war. Das Wrack stellt noch heute ein Navigationshindernis für die Schifffahrt dar.